# When Thieves Fall Out (film 1914)
When Thieves Fall Out è un cortometraggio muto del 1914 diretto da Fred Huntley. Prodotto dalla Selig Polyscope Company e sceneggiato da E. Lynn Summers, il film aveva come interpreti Harold Lockwood, Mabel Van Buren, Henry Otto, Slim Whitaker.

## Trama
Un ladro gentiluomo cade innamorato di una delle sue vittime.

## Produzione
Il film fu prodotto dalla Selig Polyscope Company.

## Distribuzione
Distribuito dalla General Film Company, il film - un cortometraggio in una bobina - uscì nelle sale cinematografiche statunitensi il 1º aprile 1914.